# مقاطعة ويكلي (تينيسي)
مقاطعة ويكلي هي مقاطعة في تينيسي، بلغ عدد سكانها 35٬021  نسمة، في 2010، عاصمتها دريسدن.

## الموقع
تشترك في الحدود مع:
- مقاطعة غريفز.

## التقسيمات الإدارية
- دريسدن.

## أعلام
- أوتيس وينغو
- فينيس جاي غاريت
- كلود س. وليامز